# تفنگ خفیف

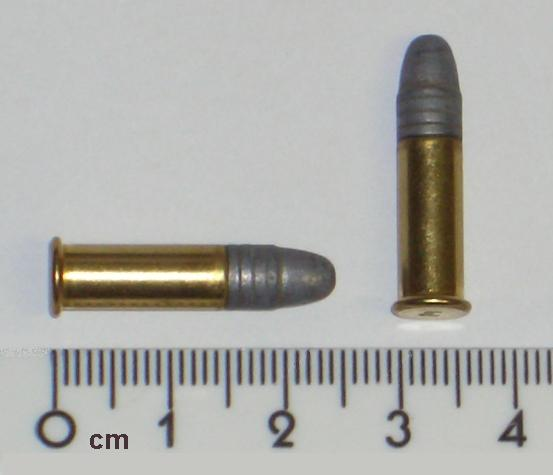
۰٫۲۲LR ویا نام رایج ایرانی آن «خفیف».

سیستم ریم فایر

تفنگ خفیف یک نوع سلاح گلوله زن با کالیبر ۰/۲۲ اینچ (۵٫۶میلیمتر) می‌باشد. علت نام‌گذاری این سلاح به خفیف به دلیل تولید صدای کم (خفیف) در موقع شلیک است.
۲۲LR و یا نام رایج ایرانی آن «خفیف» نوعی فشنگ با کالیبر ۰/۲۲ اینچ یعنی ۵٫۶ میلیمتر می‌باشد، که در سیستم متریک می‌توان آن را با نام 5.6x15mm یافت. LR مخفف عبارت Long Rifle یعنی «تفنگ دراز» می‌باشد. کالیبر 22LR که در ایران به خفیف مشهور است در سال ۱۸۸۷ در آمریکا توسط شرکت J. Stevens Arms & Tool Company طراحی و به بازار عرضه شد. در جنگ جهانی دوم اولین صداخفه‌کن با قدرت واقعی در جهان در سلاح کمری High Standard HDM با این کالیبر به ارتش ایلات متحده عرضه شد. این کالیبر تا سال ۲۰۰۴ که کالیبر خفیف جدید 17HMR. به بازار عرضه شد تقریباً رقیبی نداشت! 0.22LR از معدود کالیبرهاییست که پس از گذشت ۱۰۰ سال از طراحی آن هنوز تولید می‌شود.
این سلاح در موقع شلیک، دارای لگدی بسیار کم بوده که به سختی قابل احساس است. فشنگ خفیف با چهار استاندارد subsonic-velocity, standard-velocity, hi-velocity و hyper-velocity ساخته می‌شود که هر کدام در سرعت و وزن گلوله باهم تفاوت دارند. با اینکه فشنگ خفیف یک کالیبر کوچک است ولی حداکثر ۲۷۷ ژول انرژی دارد که برای انسان بسیار خطرناک است.
در قوانین ایران از دیرباز جایگاه خاصی برای این کالیبر تعبیه شده و حتی پس از انقلاب سال ۱۳۵۷ و وضع قوانین سخت حمل سلاح نیز جواز این کالیبر برای تمرین تیراندازی جداگانه صادر می‌شود.
فشنگ‌های این کالیبر با سیستم جداگانه‌ای ساخته شد و ریم فایر (Rimfire) نام می‌گیرند (چاشنی لبه ای) برخلاف اکثر فشنگ‌ها که چاشنی آنها در وسط قرار دارد چاشنی فشنگ خفیف در لبه‌های پوکه قرار دارد. برای عملکرد فشنگ سوزن سلاح به لبه‌های فشنگ ضربه می‌زند. کوچکی و مقدار کم باروت آن باعث می‌شود تا بتوان جدار پوکه آن را نیز نازک انتخاب کرد و همین امر باعث ارزانی فشنگ آن می‌شود. اما برای کشوری مثل ایران که قوانین بسیار دست و پاگیر حمل سلاح موجود است، این کالیبر معایب زیادی دارد زیرا پوکه‌ی آن به سبب سیستم ریم فایر که کپسول چاشنی ندارد، قابلیت پر کردن مجدد را ندارد و نایابی فشنگ آن در بازار برای دوستداران این کالیبر از معایب بزرگ آن می‌باشد.

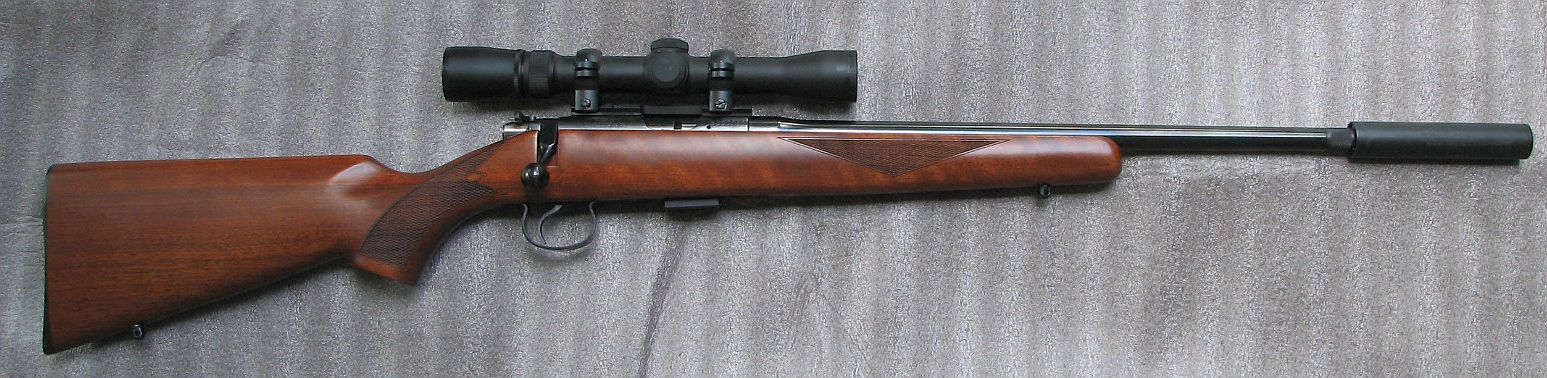
سلاح خفیف چی زیت ۴۵۲ با صدا خفه کن. صدا خفه کن در بسیاری از کشورهابرای این کالیبر مجاز شناخته می‌شود، زیرا هم کالیبریست به مراتب ضعیف هم کاربرد آن در مزارع برای مبارزه با حیوانات کوچک جثه نظیر موش و خرگوش می‌تواند باشد که در این صورت ضرورت کاستن صدای شلیک تیر در بین انسان‌ها احساس می‌شود.

## جستارهای وابسته

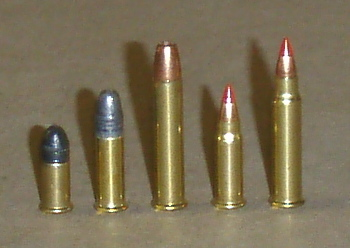
انواع فشنگای ریم فایر رایج در بازار. از راست به چپ 22Short, 22LR, 22WMR, 17HM2, 17HMR سلاحهایی که در ایران با نام خفیف شناخته می‌شوند در کالیبر 0.22LR هستند و تمامی آنها مربوط به سالهای قبل از انقلاب می‌باشند. دیگر انواع کالیبرهای ریم فایر در بازار ایران موجود نیست